# 애큐온저축은행

애큐온저축은행은 대한민국의 상호저축은행이다.

## 개요
EQT그룹 계열의 저축은행으로 주주사는 애큐온캐피탈이다.

2024년 기준 대한민국에서 자산규모 5위의 저축은행이다. 

ACUON은 `Accurate on’의 약자로 고객에게 올바르고 정확함을 전달함을 추구한다.

애큐온저축은행은 디지털금융을 지향하며, 비대면 대출 및 비대면 예금 계좌 개설 등이 가능한 모바일 앱을 운영하여 고객에게 편의성을 제공하고 있다.

## 역사
1972년 삼아상호신용금고로 출발하여, 1994년 한솔그룹에 인수되면서 한솔상호신용금고로 사명을 변경하였다. 2000년 국민은행 계열의 부국상호신용금고를 인수하여 한때 업계 1위의 규모를 자랑했다.
2002년 한솔저축은행으로, 2005년 HK저축은행으로 사명을 변경하였다. 2006년 MBK파트너스와 현대캐피탈에 인수되었다. 2008년 동광저축은행을 인수하여 부산HK저축은행을 출범하였다. 2014년 HK저축은행이 부산HK저축은행을 흡수합병하는 과정에서 MBK파트너스가 현대캐피탈 지분을 모두 인수하였다.
2016년 미국계 사모펀드 JC플라워즈가 지분을 전부 인수하면서 2017년 애큐온저축은행으로 사명을 변경하였다. 2019년 홍콩계 사모펀드 베어링PEA가 지분을 다시 인수하였다.

## CI소개
애큐온은(acuon) '정확한' 을 의미하는 영문 'accurate'와

'항상 켜져 있는, 준비 되어있는' 을 의미하는 'on'이 결합된 말로

고객의 필요에 정확히 응답하기 위해 언제나 준비되어 있다는 의지를 담고 있다.
|               |
| 해태그룹 시절 |

|               |
| 한솔그룹 시절 |

|           |
| 현재 로고 |

## 영업점
- 강남금융센터: 서울특별시 강남구 선릉로 514 (삼성동)
- 강북금융센터: 서울특별시 중구 을지로 100 (명동)
- 강서금융센터: 서울특별시 양천구 오목로 299 (목동)
- 부산금융센터: 부산광역시 부산진구 중앙대로 708 (부전동)

## 대표상품
- 월급더하기(세전/연이율 1.55%~3.05%)

급여 & 자동납부 실적에 따라 높은 우대금리가 적용되는 애큐온저축은행의 대표 파킹 통장
상품안내
- 가입대상 : 개인 1인 1계좌
- 가입금액 : 제한없음
- 가입기간 : 제한없음
- 이자지급방식 : 월단위 이자를 결산기준일에 결산하여 세금공제후 원금에 가산함 결산기준일 : 매월 세번째 금요일
- 혜택 : 인터넷뱅킹, 모바일뱅킹, 폰뱅킹 이체수수료 면제
- 비과세혜택 : 비과세 종합저축 불가
월급더하기 상품안내 링크
- 처음만난예금(세전/연이율 2.80%~3.20%)

정기예금 처음 가입하는 고객 대상 높은 우대이율 제공하는 예금
상품안내
- 가입대상 : 개인 1인 1상품 (정기예금 가입 이력이 없는 고객)
- 가입금액 : 10만원 ~ 1,000만원
- 가입기간 : 12개월
- 이자지급방식 : 월 복리식/만기일시지급
- 비과세혜택 : 비과세 종합저축 가능
처음만난예금 상품안내 링크
- 나날이적금100일(세전/연이율 2.0%~12.0%)

매일 직접 입금 시 최대 연 10%p 우대해주는 100일 정액식 적금상품
상품안내
- 가입대상 : 개인 1인 1계좌
- 월불입금액 : 1천원 ~ 3만원(정액식)
※ 당행 모바일 앱을 통하여 이 상품에서 입금 버튼을 통한 직접 입금만 가능
- 가입기간 : 100일(일일적금/100회 불입)
- 이자지급방식 : 만기일시지급
- 비과세혜택 : 비과세 종합저축 가능(안내 : 절세혜택상품 > 비과세종합저축)
나날이적금100일 상품안내 링크
홈페이지 상품안내 링크

## 모바일앱
고객별 맞춤 상품과 제휴를 통한 다양한 생활편의서비스, 할인쿠폰 제공, 성격유형검사 등

애큐온멤버십플러스 회원을 위한 다양한 멤버십 혜택이 제공 된다.

## 같이 보기
- 상호저축은행
- 금융